# Piz Varuna
El Crast' Agüzza, también conocido como Cresta Güzza, es un pico de montaña situado en el Cantón de los Grisones, Suiza, muy cerca de la frontera con Italia.
Forma parte del Macizo de la Bernina, en la cordillera de los Alpes, y su punto más alto se encuentra a 3854 metros sobre el nivel del mar, teniendo 149 metros de prominencia. El Piz Varuna se encuentra al este del Piz Palü, entre el Val Poschiavo y el Val Malenco.